# بخش لیچفیلد (شهرستان مدینه، اوهایو)
بخش لیچفیلد (به انگلیسی: Litchfield Township) یک منطقهٔ مسکونی در ایالات متحده آمریکا است که در شهرستان مدینا، اوهایو واقع شده‌است.
 بخش لیچفیلد ۵۸٫۰ کیلومتر مربع مساحت و ۳٬۲۵۰ نفر جمعیت دارد و ۳۱۴ متر بالاتر از سطح دریا واقع شده‌است.